# محمدعلی سلامت
محمد علی سلامت (۳۱ شهریور ۱۳۶۰ – ۲۲ آبان ۱۴۰۳) با نام مستعار «علی سلامت» داروخانه دار و متهم تجاوز به بیش از ۲۰۰ زن و دختر در همدان بود که توسط مأموران حفاظت اطلاعات دادگستری کل استان همدان با همکاری اداره‌کل اطلاعات استان تهران در تاریخ ۲۵ دی ۱۴۰۲ در تهران بازداشت شد وَ به همدان منتقل گردید. و در سحرگاه سه‌شنبه ۲۲ آبان ۱۴۰۳ در «باغ بهشت» همدان و به صورت علنی اعدام شد.

## سابقه و شگردهای مجرمانه
محمد علی سلامت، با نام مستعار «علی سلامت»، در ملکی که از پدرش به ارث برده بود داروخانه تأسیس کرده و از بهانه‌هایی چون ازدواج، دوستی و خصوصاً تحویل دارو و حتی فروش قرص‌های سقط جنین، برای اغفال و سوءاستفاده جنسی از زنان استفاده می‌کرد. برخی از شاکیان او اعلام کرده‌اند که سلامت اولین تجاوز خود را در ۱۷ سالگی مرتکب شد. از آن زمان، قربانیان زیادی از جمله زنان نیازمند، به دلایل مختلف، مورد آزار او قرار گرفتند.

## دستگیری و مراحل دادرسی

### تلاش برای فرار
زمانی که برخی از قربانیان او به دادگستری شکایت کردند، دستور بازداشت سلامت صادر شد. اما او که از احتمال دستگیری مطلع شده بود، از همدان به تهران گریخت و قصد داشت به‌صورت غیرقانونی از کشور خارج شود. با این حال، مأموران موفق به شناسایی مخفیگاه او در تهران شده و پس از عملیاتی ضربتی، او را در ۲۴ دی ۱۴۰۲ دستگیر کردند.

### تشکیل پرونده و روند دادرسی
پروندهٔ محمد علی سلامت در ۳۱ اردیبهشت ۱۴۰۲ پس از اعلام حفاظت اطلاعات دادگستری استان همدان آغاز شد. او در تاریخ ۲۴ دی ۱۴۰۲، حین فرار در جاده همدان-تهران دستگیر شد. دادستانی همدان از قربانیان او خواست تا به مراجع قضایی مراجعه کنند و شهادت خود را در مورد جرایم متهم ارائه دهند.
در ویدیوی منتشر شده در روز چهارشنبه ۲۷ دی ماه ۱۴۰۲ ده‌ها نفر از مردم همدان در مقابل ساختمان دادگستری استان تجمعی اعتراضی برگزار کردند. گفته می‌شود مأموران حکومتی از حضور آقایان در جمع معترضان جلوگیری کردند. این تجمع در اعتراض به اقدامات فردی انجام شده که گفته می‌شود به صدها زن تجاوز کرده، و اقدام به ضرب و شتم و اخاذی از مردم کرده است. یک روز پیشتر خبرگزاری ایسنا از بازداشت این فرد به اتهام «تجاوز به عنف» خبر داده و نوشته بود تحقیقات برای تکمیل پرونده در جریان است. شرکت کنندگان در تجمع روز چهارشنبه اما معتقدند دادستان و چند نفر از قضات استان با فرد متهم هم‌دست هستند.

## اعترافات و تأثیرات پرونده بر قربانیان
محمد علی سلامت به دلیل تجاوزات متعدد خود در طول سالیان، به یکی از جنجالی‌ترین متهمان تبدیل شد. گزارش‌ها حاکی از آن است که برخی از قربانیان او پس از این وقایع دچار افسردگی شدید شده و حتی دست به خودکشی زده‌اند؛ در سال ۱۳۸۰ دختر جوانی به نام «مریم»، دانشجوی بوعلی همدان که در رشته مهندسی ماشین‌های کشاورزی درس می‌خواند، پس از فریب خوردن و از دست دادن زندگی‌اش، خود را حلق‌آویز کرد.

## فرجام‌خواهی‌ها و تأیید حکم اعدام
علی سلامت چندین بار از دیوان عالی درخواست تجدید نظر کرد. با این حال، پس از بررسی‌های مکرر در شعبه‌های ۳۹ و ۹ دیوان عالی کشور و رد تمامی درخواست‌های اعاده دادرسی، حکم اعدام وی تأیید شد. در روز سه‌شنبه، ۲۲ آبان، رسانه‌های ایران خبر از اجرای حکم اعدام مردی به نام «محمدعلی سلامت» دادند که به دلیل ارتکاب به جرایم جنسی گسترده و آزار و اذیت بیش از ۲۰۰ زن و دختر در همدان به مرگ محکوم شده بود. حکم اعدام او در «باغ بهشت» همدان و به صورت علنی اجرا شد.
خبرگزاری رسمی قوه قضائیه جمهوری اسلامی ایران، میزان، اطلاعات دقیقی از تعداد قربانیان منتشر نکرده و تنها اشاره کرده که این فرد در پرونده‌های متعددی از تجاوز به عنف محکوم شده بود. اما رئیس کل دادگستری استان همدان روز دوشنبه اعلام کرده بود که فردی که در این استان «بیش از ۲۰۰ زن و دختر را مورد آزار و اذیت قرار داده» به سزای اعمال خود خواهد رسید. «محمدعلی سلامت» که با نام مستعار «علی سلامت» شناخته می‌شد، طی سال‌های گذشته قربانیان خود را با وعده‌هایی از جمله «ازدواج، دوستی و تهیه دارو» یا به زور اغفال کرده و آنان را مورد آزار و اذیت قرار داده بود.
پروندهٔ شکایات علیه این متهم در تاریخ ۳۱ اردیبهشت ۱۴۰۲ تشکیل شد و بسیاری از قربانیان با ارائه شواهدی، از تجاوز به عنف گستردهٔ او پرده برداشتند. پس از دستگیری در ۲۴ دی ۱۴۰۲، دادگاه بدوی حکم اعدام او را صادر کرد و با وجود تلاش وکلای متهم برای تجدید نظر، حکم اعدام در مهرماه امسال توسط شعبهٔ ۳۹ دیوانعالی کشور تأیید نهایی شد. این پرونده یکی از گسترده‌ترین و جنجالی‌ترین موارد مرتبط با آزار و اذیت جنسی در ایران محسوب می‌شود. ویژگی بارز این پرونده آن است که تنها یک متهم به این تعداد جرایم مجرمانه دست زده و این حجم از خشونت جنسی را در کارنامهٔ خود دارد.